# Трембіта (книгарня)
«Трембіта» — видавництво і книгарня З. Куриловича в Коломиї 1922 — 29. Видавало популярні книжки для народу, літературу для молоді і дітей; п'єси і народні календарі, в яких були надруковані окремі твори Т. Шевченка, І. Франка, Лесі Українки, М. Шашкевича, В. Стефаника та ін.
В 1929 у зв'язку з матеріальними труднощами й переслідуваннями з боку польської влади видавництво було закрито.